# Rottilio Peli
Rottilio Peli (Ome, 10 maggio 1891 – Monfalcone, 23 maggio 1917) è stato un militare italiano.
Fu un ufficiale del 77º reggimento di fanteria del Regio Esercito, e per il suo eroico comportamento durante la prima guerra mondiale venne decorato con due medaglie d'argento al valor militare.
Sottotenente di complemento, fu promosso tenente in servizio attivo permanente con Decreto Luogotenenziale del 12 novembre 1916
Caduto in battaglia il 23 maggio 1917, il suo corpo riposa nel Sacrario Militare di Redipuglia (Gorizia) XV scalone.

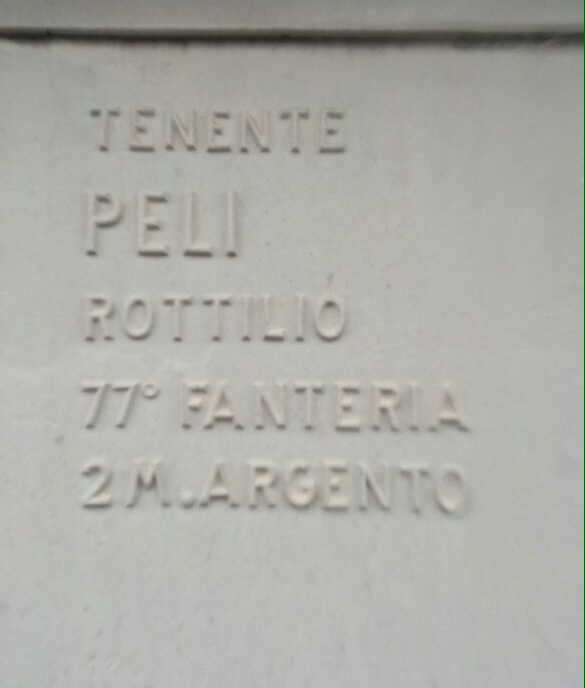
Iscrizione dedicata al Tenente Rottilio Peli nel Sacrario Militare di Redipuglia